# Société de pelote basque

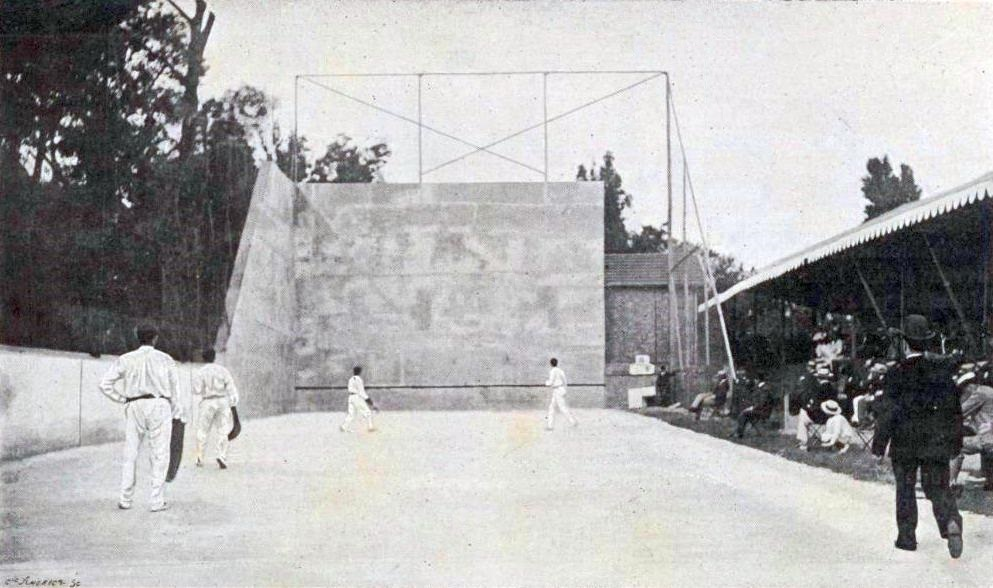
Anlage während der Olympischen Sommerspiele 1900

Die Société de pelote basque war ein Sportverein aus Neuilly-sur-Seine, der auf Pelota spezialisiert war. Auf der Anlage in der Rue Pergolèse fanden im Rahmen der Olympischen Sommerspiele 1900 in Paris die einzigen olympischen Pelotawettbewerbe der Geschichte statt.